# Киллурин
Киллурин (англ. Killurin; ирл. Cill Liúráin) — деревня в Ирландии, находится в графстве Уэксфорд (провинция Ленстер) у трассы R730 на берегах реки Слэни.